# შ
შ（グルジア語: შინი、/ʃɪnɪ/）は、現行のグルジア文字の25番目の文字（正書法改正前は28番目）である。

## 使用
ジョージア語では無声後部歯茎摩擦音[ʃ]を表す。記数法では数値900を表す。
ジョージア国内のラズ語でも使用されている。トルコ国内で使用されているラズ語ラテン・アルファベットの「Ş」に対応する。アブハズ語（1937年から1954年まで）およびオセット語（1938年から1954年まで）のグルジア文字表記法でも使用されていたが、現在はキリル文字が主に使われ、アブハズ語で「Шь」と、オセット語で「Ш」と記される。
ジョージア語のラテン文字化では「Š」または「Sh」と記す。グルジア語の点字では記号⠱（U + 2831）となる。

## 字形
| アソムタヴルリ | ヌスフリ | ムヘドルリ | ムタヴルリ |
| -------------- | -------- | ---------- | ---------- |
|                |          |            |            |

## 符号位置
| 文字 | Unicode | JIS X 0213 | 文字参照          | 備考           |
| ---- | ------- | ---------- | ----------------- | -------------- |
| Ⴘ    | U+10B8  | -          | &#x10B8; &#4280;  | アソムタヴルリ |
| ⴘ    | U+2D18  | -          | &#x2D18; &#11544; | ヌスフリ       |
| Შ    | U+1CA8  | -          | &#x1CA8; &#7336;  | ムタヴルリ     |
| შ    | U+10E8  | -          | &#x10E8; &#4328;  | ムヘドルリ     |